# Odprto prvenstvo Avstralije 1999
Odprto prvenstvo Avstralije 1999 je teniški turnir, ki je potekal med 18. in 31. januarjem 1999 v Melbournu.

## Moški posamično
Jevgenij Kafelnikov :  Thomas Enqvist, 4–6, 6–0, 6–3, 7–6(7–1)

## Ženske posamično
Martina Hingis :  Amélie Mauresmo, 6–2, 6–3

## Moške dvojice
Jonas Björkman /  Patrick Rafter :  Mahesh Bhupathi /  Leander Paes, 6–3, 4–6, 6–4, 6–7(10–12), 6–4

## Ženske dvojice
Martina Hingis /  Ana Kurnikova :  Lindsay Davenport /  Natalija Zverjeva, 7–5, 6–3

## Mešane dvojice
Mariaan de Swardt /  David Adams :  Serena Williams /  Maks Mirni, 6–4, 4–6, 7–6(7–5)